# Округ Винтон (Охајо)
Округ Винтон (енгл. Vinton County) је округ у америчкој савезној држави Охајо.

## Демографија
По попису из 2010. године број становника је 13.435, што је 629 (4,9%) становника више него 2000. године.
| Група             | 2000.          | 2010.          |
| Белци             | 12.518 (97,8%) | 13.103 (97,5%) |
| Афроамериканци    | 45 (0,4%)      | 39 (0,3%)      |
| Азијати           | 11 (0,1%)      | 23 (0,2%)      |
| Хиспаноамериканци | 60 (0,5%)      | 71 (0,5%)      |
| Укупно            | 12.806         | 13.435         |